# 館城

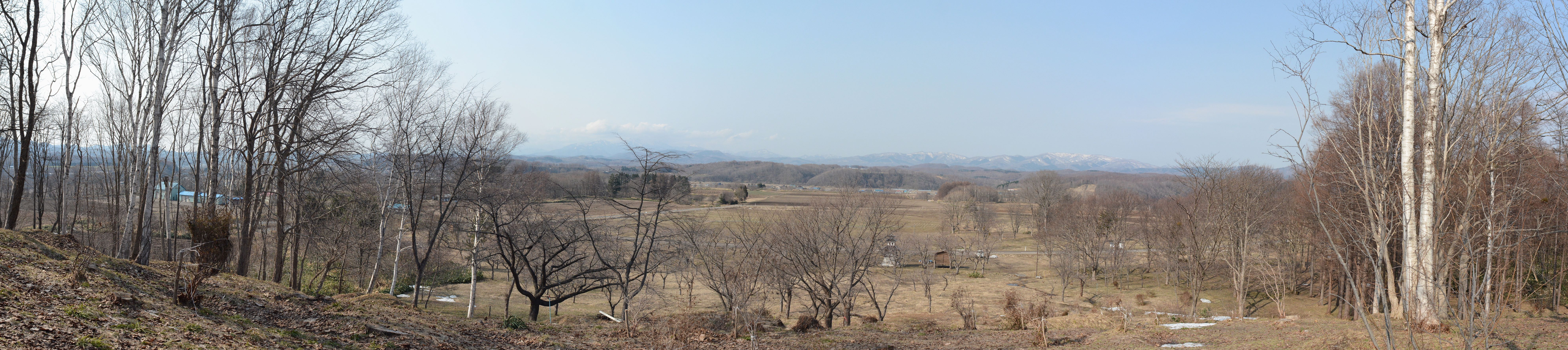
館城跡全景

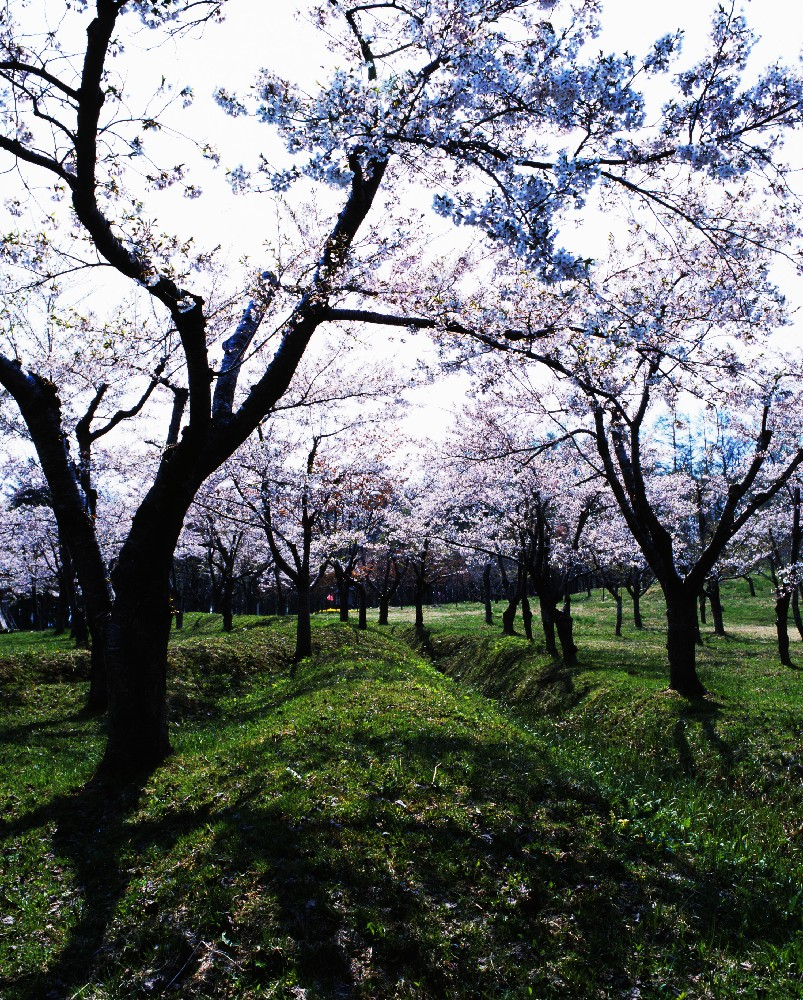
館城跡の桜

館城（たてじょう）は、明治元年（1868年）、箱館戦争の直前に松前藩により渡島国檜山郡の館（現在の厚沢部町）に建造された日本の城。従来の本拠である松前城に対し、新城とも言う。完成直後に旧幕府軍の攻撃を受け、落城した。国の史跡に指定されている。　

## 築城
蝦夷地を支配する松前藩は松前城を本拠としていたが、慶応4年7月に起こった正義隊のクーデターにより尊王派に転じた後、旧幕府軍の攻撃に備えて、内陸部に新城を建設することとし、9月1日、箱館府に築城を願い出るとともに、工事に着手した。
松前城は艦砲射撃を受けるおそれがあること、従来の漁業・交易経済からの転換を図るため厚沢部川流域開墾の拠点とすること、が館城築城の目的であった。
工事を突貫で進めた結果、10月末には一応の完成を見た。

## 構造
地積1万坪(約3万3千平方メートル)、四方を幅2間(約3.64メートル)の空堀で囲み、土塁を巡らし、内側に丸太で柵を作り、西側に表門、北側に裏門を設け、郭内に本丸・役所・武士部屋2棟、賄部屋・米倉などを設けたが、本丸以外は簡素な造りであった。
城の周囲は、東・西・北が川、南が山に囲まれ、地形では恵まれていた。

## 館城の戦い
箱館戦争が始まると、旧幕府軍の松前城攻撃に先立ち、松前藩主一族は11月3日館城に移動。11月5日の松前城陥落後も松前藩は降伏せず、館城・江差を拠点に態勢を立て直す姿勢を見せたため、11月10日、松岡四郎次郎が率いる一聯隊200名が館城攻略のため、五稜郭を出発。11月13日に途中の稲倉石（現・厚沢部町）を抜き、11月15日、館城攻略戦が行われた。
藩主一族は11月12日に江差に避難しており館城守備隊は60名程度だけであった。午前9時頃攻撃が開始され、1時間ほど激しい銃撃戦が続いた後、表門の下の隙間から侵入した旧幕府兵が門を開け、兵が乱入し白兵戦となった。まな板を盾にしつつ太刀で戦い壮絶な戦死を遂げた松前の法華寺の元僧侶である軍事方・三上超順の奮戦もあったが、昼頃には落城・焼失し、松前兵は敗走した。
なお、館城には松前城から運んだ什器・宝物類があったが、旧幕府軍は後日、人に託して松前藩へ返却している。

## 館藩
箱館戦争終結後、松前藩は館城にちなんで、館藩を名乗った。